# Arijský boj
Arijský boj (en español: Lucha aria) fue un periódico sensacionalista semanal checo pro-nazi publicado entre mayo de 1940 y mayo de 1945 en el Protectorado de Bohemia y Moravia. Inspirado por Der Stürmer, el periódico hizo del antisemitismo su tema principal y también criticó al gobierno checoslovaco en el exilio. Las denuncias publicadas por el periódico contribuyeron al aislamiento de los judíos durante los primeros años del Holocausto en el Protectorado de Bohemia y Moravia.

## Antecedentes
El antisemitismo y el fascismo, como se representa en el periódico, fueron la franja de opinión entre los checos, pero ganaron popularidad después de que los Acuerdos de Múnich de 1938 obligaran a Checoslovaquia a ceder los Sudetes a la Alemania nazi. El antecedente del periódico fue otro periódico Štít národa (Escudo de la Nación), que comenzó a publicarse poco después de la ocupación alemana en marzo de 1939, que estableció el Protectorado de Bohemia y Moravia. Arijský boj comenzó a publicarse en mayo de 1940, en formato tabloide, publicando semanalmente los sábados. Su lema era Proti Židům pravdou a činy! (Contra los judíos con verdad y hechos). Inspirado por Der Stürmer, el periódico hizo del antisemitismo su tema principal. En una carta a Emanuel Moravec, el editor en jefe Rudolf Novák declaró: "Nuestro periódico difunde en todo el campo checo un antídoto contra la propaganda susurrada Benešite... De manera informativa... exponemos a los amantes judíos locales, Benešites, y similares." Fue el órgano oficial del movimiento fascista checo de la Vlajka.

## Contribuyentes
Rudolf Novák (1890–1947), que había sido encarcelado en Austria-Hungría por su activismo en el Partido Social Nacional Checo y sirvió en la Legión Checoslovaca, fue editor en jefe del periódico desde principios de 1941. Novák logró aumentar la circulación del periódico a 16,000 empleando un "estilo de escritura sensacionalista y despiadado". Jan Vladimir Břetenář, otro exlegionario fascista, fue originalmente el editor. Sin embargo, fue arrestado por la Gestapo en diciembre de 1940 y deportado al campo de concentración de Dachau; la propiedad pasó a su hija, Olga. Otros contribuyentes incluyeron a Vladimír Krychtálek, Karel Lažnovský y Emanuel Vajtauer.

## Contenido
El tema principal del periódico fue el antisemitismo y las críticas a los "amantes de los judíos". También promovió el nazismo y la colaboración con los nazis y criticó tanto al gobierno checoslovaco de entreguerras como al gobierno checoslovaco en el exilio. En la práctica, se trataba de dos caras de la misma moneda porque el Arijský boj afirmó que el gobierno democrático checoslovaco no había sido más que una "pequeña Palestina" y había sido precedido por el "Judío-Habsburgo Austria". El gobierno en el exilio supuestamente estaba dominado por judíos, como Jaroslav Stránský, el ministro de justicia, cuyo abuelo se había convertido al cristianismo. El Arijský boj atacó a celebridades y organizaciones que consideraba que no estaban lo suficientemente entusiasmadas con la ocupación alemana, acusando a otros periódicos de mantener "dos hierros en el fuego". Aquellos con una "cabeza de Janus" fueron amenazados con denuncia. Simultáneamente, el periódico promovió asociaciones fascistas y antisemitas.
La primera página contenía críticas al gobierno checoslovaco en el exilio, a menudo empleando historias inventadas que involucraban amantes ficticios. El artículo "El harén de Alice Masaryk" acusaba a la hija del expresidente Tomáš Garrigue Masaryk de ser una lesbiana que mantenía un harén en Rutenia de los Cárpatos, mientras que simultáneamente tenía un fetiche por los hombres judíos. El periódico también publicó "divagaciones antisemitas extrañas"; los titulares incluían "Stalin: judío 'eslavo", "judíos - parásitos" y "El judío quería esta guerra". Se reanimaron las acusaciones de difamación de sangre y se perfilaron teorías antisemitas de personas como Houston Stewart Chamberlain. El periódico también agitó las medidas antijudías.
En diciembre de 1942, tras la Declaración conjunta de los miembros de las Naciones Unidas contra el continuo exterminio de judíos europeos por parte de la Alemania nazi, Arijský boj afirmó en un título de artículo que "El judío mischling [mestizo] Masaryk, Jr., amenaza desde Londres". En otro artículo, dos semanas después, el periódico recomendaba un apoyo continuo para la persecución de los judíos a pesar de la amenaza de enjuiciamiento después de la guerra y la información de la radio extranjera que los judíos deportados del Protectorado estaban siendo asesinados sistemáticamente. El contenido antisemita y la promoción de la colaboración no disminuyeron, incluso después de que quedó claro que Alemania perdería la guerra. En 1944, varios colaboradores de la revista, incluido Novák, publicaron un libro titulado "Protižidovská čítanka" (Lector antijudío). En marzo de 1945, Novák afirmó que el antisemitismo fue victorioso y que "el gran significado del 15 de marzo de 1939 [la ocupación alemana de Checoslovaquia] radica ... en el hecho de que nos deshicimos de los judíos para siempre".

## Denuncias
La sección "Foco" en la tercera página estaba dedicada a los insultos y denuncias contra judíos y no judíos específicos, generalmente con direcciones y amenazas. El periódico solicitó denuncias de judíos y no judíos que no siguieron las regulaciones antijudías o que no eran suficientemente pronazis de sus lectores, lo que facilitó a los checos hacer denuncias sin ir directamente a las instituciones nazis. "Escríbanos, llame (nuestro número de teléfono es 313-75), visítenos. Participe activamente en la purificación de la lucha antijudía". En su juicio de posguerra por colaboración, Novák estimó que había recibido 60 cartas de este tipo diariamente y que no era posible imprimirlas todas. La policía checa investigó todas estas denuncias y algunas de las víctimas de las denuncias fueron arrestadas por la Gestapo y deportadas a campos de concentración. No todas las víctimas sobrevivieron a la experiencia. Su papel en la impresión de denuncias significó que Arijský boj y periódicos similares jugaron un papel clave en el aislamiento de la población judía durante los primeros años de la ocupación alemana. La gente, especialmente los simpatizantes de la Asociación Nacional, denunciaron a otros que conocían, alegando que ayudaban a los judíos o que continuaban asociándose con ellos. Las denuncias también afectaron a los checos acusados de simpatizar con los judíos, impidiendo que los inclinados ofrecieran ayuda.

No todas las denuncias se dirigieron a individuos: una carta anónima alegaba: "Por su política judía, el estado anterior pagó el precio más alto: colapso y destrucción... nunca olvide el período de gobierno judío". La mayoría de los corresponsales tenían quejas específicas, como el hecho de que la sinagoga de Moravské Budějovice, aunque había sido cerrada, todavía tenía señalización hebrea; o que a los judíos todavía no se les había prohibido "ir al mercado por la mañana". En una queja contra un panadero que vendía pan a un judío, el escritor dijo: "Ya es hora de que la persona checa entienda que el judío es su mayor enemigo". Algunas denuncias arrojan luz no solo sobre la voluntad de los antisemitas de informar sobre sus vecinos, sino también sobre la resistencia a los edictos nazis entre otros checos. Según un escritor de la ciudad de Čáslav:
Que parte de nuestra gente pasa por alto provocativamente las regulaciones para los judíos es evidente por el hecho de que saludan excesivamente a los judíos en la calle y, a menudo, se detienen y tienen una conversación amistosa con ellos. Si continúan repitiendo una conducta tan inapropiada, entonces los detenidos también serán marcados... ¡Como aparentes amantes de los judíos y humillados amigos de los judíos!

## Consecuencias
El último número se publicó el 4 de mayo de 1945, un día antes del levantamiento de Praga. Novák fue arrestado once días después por las autoridades aliadas. En 1947, fue declarado culpable de colaboración y condenado a muerte en la horca. Václav Píš, el editor regional de Čáslav, también fue declarado culpable, condenado a muerte y ejecutado en 1947. En su edición, Píš se había centrado en atacar a "amantes de los judíos" checos específicos en lugar de escribir sobre el Reich o el gobierno del exilio. Aunque decenas de personas fueron juzgadas por denuncias a Arijský boj y al periódico similar de la Vlajka, las denuncias fueron difíciles de probar y típicamente iniciadas por los sobrevivientes del Holocausto. Sin embargo, la mayoría de los judíos checos no sobrevivieron para testificar; En el juicio de Novák, la mayoría de las pruebas fueron dadas por judíos que habían estado en matrimonios mixtos.
En 2012, el ex primer ministro Miloš Zeman afirmó que la campaña en la República Checa contra la restitución a las iglesias por confiscaciones comunistas se asemeja al Arijský boj.